# Puerta de Damasco

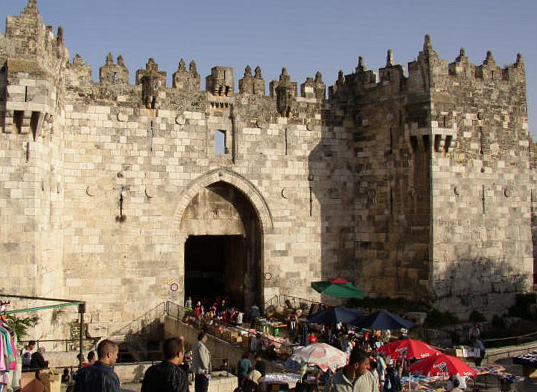
Puerta de Damasco.

La Puerta de Damasco (en hebreo: שער שכם, Sha'ar Shechem que significa Puerta de Siquem y en árabe: باب العامود, Bab-al-Amud, que significa Puerta de las Columnas) es una puerta en las murallas de la Ciudad Vieja de Jerusalén. Fue construida en 1542 por el Imperio otomano bajo el gobierno de Suleiman el Magnífico. A través de ella se puede acceder a los barrios Cristiano y Musulmán de la ciudad.
La puerta tiene dos torres cada una equipada con matacanes. Está localizada en la entrada del mercado árabe. En contraste con la Puerta de Jaffa, en la Puerta de Damasco, las escalinatas descienden hacia la puerta.